# Walk Away (canción de Franz Ferdinand)
«Walk Away» es una canción de la banda británica Franz Ferdinand, lanzada por la discográfica Domino Records en 2005
Pertenece al disco " You Could Have It So Much Better" el segundo disco de estudio de Franz Ferdinand, la letra es de Alex Kapranos, Nick McCarthy, Bob Hardy y Paul Thomson, producido por Franz Ferdinand y Rich Costey. Fue lanzada como el sencillo el 5 de diciembre de 2005. Tiene un vídeo lanzado el 4 de noviembre de 2005 con algunas escenas en blanco y negro, en el que se puede ver a los cuatro integrantes de la banda Alex Kapranos (voz, guitarra y teclados), Nick McCarthy (guitarra rítmica, teclados y voz), Bob Hardy (bajo y coros) y Paul Thomson (batería, percusiones y coros).

## Lista de canciones
| N.º | Título      | Duración |  |
| 1.  | «Walk Away» | 3:36     |  |

## Posicionamiento
| Lista (2005) | Número |
| ------------ | ------ |
| Gran Bretaña | 13     |
| Polonia      | 7      |
| Irlandés     | 46     |
| Alemania     | 96     |